# Lavilleneuve-au-Roi
Lavilleneuve-au-Roi is een landelijke gemeente in het Franse departement Haute-Marne (regio Grand Est) en telt 74 inwoners (2018). 

Tot 31 december 2011 maakte zij deel uit van de fusiegemeente (commune nouvelle) Autreville-sur-la-Renne, waarna zij terug een zelfstandige gemeente werd, onder INSEE-code 52278.
De plaats maakt deel uit van het arrondissement Chaumont en van de intercommunalité ‘Communauté de communes des Trois Fôrets’.

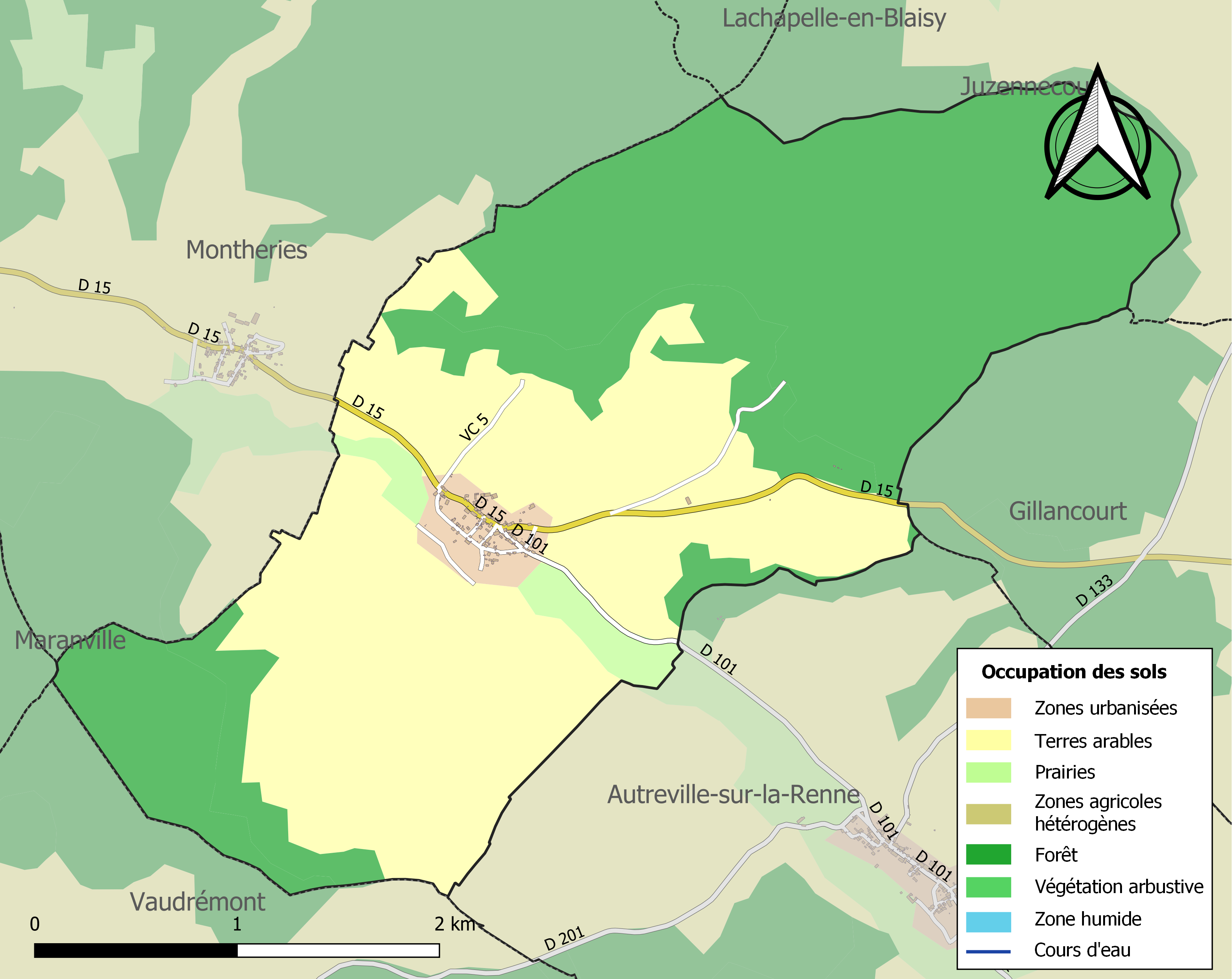
Lavilleneuve-au-Roi

1. ↑  Populations de référence 2022.